# Адріан Ернандес Тамара
Адріа́н Ерна́ндес Тамара (народжена в Каракасі в Венесуелі 20 лютого 1954 року), названа при народженні Тома́с Маріано Адріа́н Ерна́ндес (ісп. Tomás Mariano Adrián Hernández) — депутат Національної асамблеї Венесуели з 2015 року, правозахисниця, викладачка й адвокат.
Навчалася в Католицькім університеті Андре́са Бельо і здобула докторський ступінь із торгового права в паризькім Університеті Пантеоні-Ассасі.
Також є викладачкою правознавства в Католицькім університеті Андре́са Бельо, в Центральнім університеті Венесуели й у Столичнім університеті (Unimet).
Є визнаною активісткою з прав жінок, із прав сексуальних меншин і ЛҐБТ.
Окрім того, стала першою обраною в своїй країні трансґендерною депутаткою, але другою в Західній півкулі після Мічельї Суа́рес Бе́ртори, від партії «Народної волі» з політичної коаліції Круглого столу демократичної єдности на виборах 2015 року.

## Життєпис
Названа при народженні Тома́с Адріа́н, здійснила трансґендерний перехід 2002 року.
Донька в родині дрібної буржуазії, вихована була традиційним чином.
У трирічному віці почала всвідомлювати, що має розлад поміж ґендерами «зовнішнім» і «внутрішнім».
Тамарині батьки піддали свою доньку психотерапії спрямованій на те, щоб вона прийняла ґендер, із котрим у неї не відчувалось ототожнення.
За Тамариними словами, будучи вимушеною заради суспільних стандартів, вона одружилася й утримувала двох синів.
Після багатьох боротьб і митарств із усіма етапами процесу трансґендерного переходу, що включав життя протягом принаймні двох років цілком у ролі жінки, Тамарі зроблено корекцію статевих ознак у Таїланді 2002 року руками доктора Супорна Ватанʼюсакула.
Повертається до Венесуели та 14 травня 2004 просить перед Конституційною колеґією Верховного суду засвідчення своєї особи, з огляду на те, що її юридичне імʼя — Тома́с Адріа́н; але досі не одержала відповіді.
Верховний суд Венесуели не виніс рішення щодо прийняття справи до розгляду.
Різні орґанізації, поміж котрих і Форум з Прав людини та Демократії, заявили свою незгоду з позицією вищого Суду, яку вважають нехтуванням правосуддям в випадку з Тамарою.
2016 року дебютувала в кінострічці «Тамара», заснованій на її особистому житті та зрежисованій Еліею Шнайдер.